# Mesoleius albotibialis
Mesoleius albotibialis là một loài tò vò trong họ Ichneumonidae.